# San Luisito, San Luis Potosí
San Luisito är en ort i Mexiko.   Den ligger i kommunen San Martín Chalchicuautla och delstaten San Luis Potosí, i den sydöstra delen av landet, 220 km norr om huvudstaden Mexico City. San Luisito ligger 282 meter över havet och antalet invånare är 178.
Terrängen runt San Luisito är lite kuperad. Runt San Luisito är det ganska tätbefolkat, med 80 invånare per kvadratkilometer. Närmaste större samhälle är Tamazunchale, 14,2 km sydväst om San Luisito. I omgivningarna runt San Luisito växer huvudsakligen savannskog.